# 尤里諾區

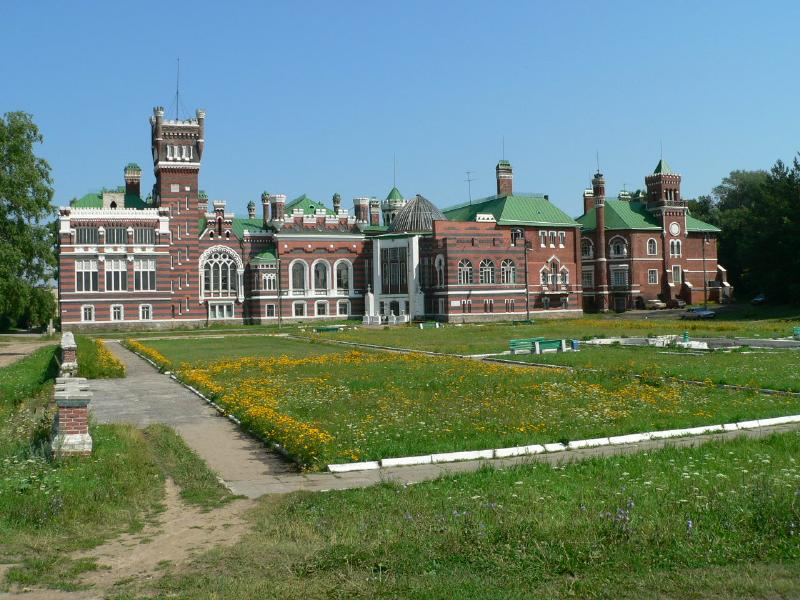

56°32′10″N 45°27′32″E / 56.536°N 45.459°E
尤里諾區（俄语：Юринский район），是俄羅斯的一個區，位於該國西部，由馬里埃爾共和國負責管轄，面積2,154平方公里，2010年人口8,758，人口密度每平方公里4.07人。